# Der Raub der Töchter des Leukippos
Der Raub der Töchter des Leukippos ist ein um 1618 entstandenes Gemälde von Peter Paul Rubens. Das Bild wurde vor 1716 vom Kurfürst Johann Wilhelm von der Pfalz in Antwerpen erworben und in der Gemäldegalerie Düsseldorf ausgestellt. Über Mannheim gelangt das Gemälde im Jahre 1805/06 nach München. Es befindet sich heute in der Alten Pinakothek in München.

## Bildmotiv
Festgehalten ist der Moment der Entführung der Leukippiden Hilaeira und Phoibe, den Töchtern des König Leukippos, durch die Dioskuren Castor und Pollux. Der sterbliche Castor, der Rossbändiger, ist an seiner schützenden Rüstung erkennbar und hat direkten Blickkontakt mit der Tochter, die sein Bruder hebt. Der unsterbliche Pollux, der Boxkämpfer, ist mit einem freien Oberkörper dargestellt. Auch am Verhalten der Pferde lassen sich die Dioskuren identifizieren. Castors Pferd verhält sich, unterstützt von einem Putto, ruhig, während das Pferd von Pollux in die Höhe steigt. Die schwarzen Flügel des Puttos können als ein Hinweis auf das Schicksal Castors angesehen werden. Die Zuordnung von Hilaeira und Phoibe an die abgebildeten Frauenfiguren ist nicht klar, da sie nicht durch besondere Attribute gekennzeichnet sind.
Peter Paul Rubens zeigt in diesem Gemälde seine Meisterschaft, eine Vielzahl von Figuren in einer stark bewegten, dramatischen Handlung darzustellen. Keine der Figuren im Gemälde wird unterbewertet. Ebenso gelingt es ihm, die verschiedenen Bewegungen der einzelnen Figuren zu einer einzigen kreisförmigen Bewegung der Gruppe zusammenzufügen. Als Pferde hat der Maler einen Fuchs und einen Apfelschimmel dargestellt. Bemerkenswert sind die Kontraste: Dunkle Haare und Haut bei den Männern, helle Haare und Haut bei den Frauen.

## Loriot-Sketch
Das Bild spielt eine zentrale Rolle in dem Sketch Eheberatung des deutschen Humoristen Loriot. Die von Evelyn Hamann gespielte Eheberaterin bittet darin das von Loriot und Ingeborg Heydorn gespielte Ehepaar, das Bild zu beschreiben, woraufhin der Ehemann es mit den Worten „Zwei Herren geben zwei Damen Reitunterricht“ zusammenfasst. Die Ehefrau kommentiert das Bild anschließend mit „Mehr so Urlaub, mit Reiten und so“ und der Ehemann ergänzt „Die Herren sind den Damen irgendwie behilflich“.